# زووتوکی
زووتوکی (به چکی: Zvotoky) یک منطقهٔ مسکونی در جمهوری چک است که در شهرستان استراکونیتسه واقع شده‌است. زووتوکی ۳٫۹۲ کیلومتر مربع مساحت و ۶۲ نفر جمعیت دارد و ۵۱۳ متر بالاتر از سطح دریا واقع شده‌است.